# 奈須川光宝
奈須川 光宝（なすがわ みつとみ、1855年9月2日（安政2年7月21日） - 1926年（昭和元年）12月29日）は、日本の政治家。青森県八戸町長、衆議院議員。

## 来歴・人物
八戸城下の八戸藩士川勝家の子として生まれる。1862年（文久2年）に奈須川光武の養子となる。八戸初の英学校である開文舎で英語などを学び、1875年（明治8年）に八戸小学校の教諭となる。
1885年（明治18年）に青森県会議員に初当選。1888年（明治21年）に県会副議長を務め、翌年に自由党系の政治結社である八戸土曜会を結成した。
1890年（明治23年）7月、第1回衆議院議員総選挙に青森県第1区から出馬し当選。その後、第5回、第6回総選挙で当選し、衆議院議員を通算三期務めた。
1913年（大正2年）から1918年（大正7年）まで八戸町長を務める。

## 政策・政治活動
1881年（明治14年）から1884年（明治17年）にかけて、青森県の産馬セリ代の管理をめぐって起きた産馬騒擾事件では、民営化側のリーダーとなった。また1918年（大正7年）には鮫港修築に関して期成同盟会を結成している。